# Базилевская, Зоя Васильевна
Зо́я Васи́льевна Базиле́вская (3 мая 1900 года — 12 мая 1982 года) — советский врач, хирург-травматолог и ортопед, доктор медицинских наук, профессор.
Организатор и директор Научно-исследовательского  института травматологии и ортопедии (НИИТО) в Иркутске, Заслуженный деятель науки РСФСР.

## Биография
Зоя Базилевская родилась 3 мая 1900 года в селе Кужное Воронежской губернии в семье служащих.
В 1924 году она заканчивает медицинский факультет Воронежского университета. До 1931 года работала хирургом в областной больнице, пройдя за этот промежуток времени трехлетний стаж ординатуры по своему профилю.
С 1930 по 1940 годы работает в Свердловском НИИТО.
В 1937 году Базилевская защитила кандидатскую диссертацию на тему «Патолого-анатомические изменения и репаративные процессы при переломах тел поясничных позвонков».
Во время Великой Отечественной войны она работает ведущим хирургом-травматологом в Свердловском военном госпитале. Кроме этого в её ведении находились ещё 72 эвакогоспиталя, размещенных на курортных базах Урала.
За большой вклад в лечении раненых советских солдат и офицеров Зоя Базилевская была награждена орденом Красной Звезды.
В 1944 году Базилевская защищает докторскую диссертацию «Закрытые повреждения позвоночника».
После войны она работает заместителем директора по науке Саратовского государственного научно-исследовательского института восстановительной хирургии и ортопедии.
В 1946 году по приказу Министерства здравоохранения РСФСР на базе одного из госпиталей Иркутска был образован Иркутский научно-исследовательский институт травматологии и ортопедии. Зоя Базилевская переезжает в Иркутск, где ей была поручена организационная работа по созданию этого института.
В 1948 году она становится директором Иркутского НИИТО и проработала на этом посту до 1967 года. После ухода с руководящей должности Зоя Васильевна продолжала научную работу в своем институте до 1981 года.

## Вклад в медицинскую науку и практику
Зоя Базилевская внесла значительный вклад в методику лечения различных повреждений позвоночника и спинного мозга, а также тазобедренного сустава.
Став директором, она расширила круг исследований, при больницах в Иркутске и районах области были организованы травматологические пункты, отделения и кабинеты.
Помимо руководящей и лечебной работы Базилевская преподавала в Иркутском медицинском институте, что позволяло ей находить и привлекать к более глубокому изучению травматологии и ортопедии способных студентов. Впоследствии многие из её учеников стали сотрудниками института.
По её инициативе был создан полиомиелитный центр с филиалами во многих районах Иркутской области.
Большое внимание она уделяла подготовке медицинских сестер и техников-гипсовальщиков.
Начав практически с нуля, Зоя Базилевская сделала Иркутское НИИТО ведущим специализированным медицинским учреждением в Восточной Сибири и Дальнего Востока.
Она является автором свыше 130 научных работ, в том числе нескольких монографий. Имеет изобретение (см. СО) в области травматологии и ортопедии.
Зоя Базилевская умерла 12 мая 1982 года в Иркутске.

## Награды и звания
- Орден Трудового Красного Знамени[5]
- Орден Красной Звезды
- Заслуженный деятель науки РСФСР

## Память
В Иркутске на здании Институт травматологии и ортопедии ВСНЦ СО РАМН установлена мемориальная доска в память о Зое Васильевне Базилевской.

## Научные работы
- Гипсовая техника. – Саратов, 1948.
- Закрытые повреждения позвоночника. – М.: Медгиз, 1962.
- Лечение перелома шейки бедра: пособие для практического врача. – Иркутск, 1961.
- Повреждения позвоночника. Морфологические изменения и методика лечения. – Саратов, 1949.
- Профилактика и лечение пролежней: монография. – М.: Медицина, 1972.
- Реконструкция при остаточных явлениях туберкулеза тазобедренного сустава // Труды XXVI Всесоюзного съезда хирургов. – М., 1956. – С. 634–635.
- Структура летальности при повреждениях позвоночника и спинного мозга // Вопросы нейрохирургии. – 1980. – № 6. – С. 37–41. (в соавт.)
- Функциональное лечение при резекциях тазобедренного сустава после огнестрельных ранений // Хирургия. – 1948. – № 8. – С. 69–75[6].